# (6001) Thales
(6001) Thales es un asteroide perteneciente al cinturón de asteroides, región del sistema solar que se encuentra entre las órbitas de Marte y Júpiter, más concretamente a la familia de Coronis, descubierto el 11 de febrero de 1988 por Eric Walter Elst desde el Observatorio de La Silla, Chile.

## Designación y nombre
Designado provisionalmente como 1988 CP2. Fue nombrado Thales en homenaje al filósofo griego Tales de Mileto. Ninguno de los escritos de Tales nos ha llegado, pero desde Aristóteles sabemos que fue el primero en sugerir un solo sustrato (agua) para el Universo. La predicción correcta del eclipse solar del 28 de mayo de 585 a. C. contribuyó considerablemente a su reputación como astrónomo. La importancia de Tales, sin embargo, radica en el hecho de que intentó explicar los fenómenos naturales por causas dentro de la naturaleza misma, en lugar de por caprichos de dioses antropomórficos. Debe acreditarse con al menos cinco teoremas geométricos importantes.

## Características orbitales
Thales está situado a una distancia media del Sol de 2,855 ua, pudiendo alejarse hasta 3,005 ua y acercarse hasta 2,704 ua. Su excentricidad es 0,052 y la inclinación orbital 3,005 grados. Emplea 1762,11 días en completar una órbita alrededor del Sol.

## Características físicas
La magnitud absoluta de Thales es 12,7. Tiene 8,575 km de diámetro y su albedo se estima en 0,219. 